# 戦争史概観
『戦争史概観』（せんそうしがいかん）とは1943年（昭和18年）に出版された日本の陸軍軍人・軍事学者でもある四手井綱正による軍事史の著作である。

## 概要
四手井は陸士第27期生で騎兵出身の大日本帝国陸軍軍人であり、陸軍大学校の兵学教官として軍事学の教育に従事していた。
本書は陸軍大学校の学生に対して戦争指導の概念を教育するために実施された四手井による戦争史の講義の一部であり、フリードリヒ大王の時代以後の戦争史を論じている。その内容は第1章のフリードリヒ大王戦史、第2章ナポレオン1世戦史、第3章ヴィルヘルム1世戦史、第4章ドイツを中心とする第一次欧州大戦史、第5章日露戦争を中心とする本邦戦史、第6章総括的観察から成り立っている。
四手井は永久平和が人類の普遍的な理想であるものの、歴史においてそのような平和は存在しないと論じる。むしろ戦争が連続して発生しており、平和状態においてもその対立的関係が消滅することはない。したがって優勝劣敗は世界の大原則であり、どのような国家や民族も自己が理想とする原則で世界を支配しようとする傾向がある。したがって戦争は不可避であり、武力を制限・撤廃することは戦争の防止に寄与するものではない。世界平和が達成されるならば、それは一つの理想によって全世界が統一されることで達成されると考えられる。